# Полковниковский сельсовет
Полковниковский сельсовет — муниципальное образование со статусом сельского поселения и административно-территориальное образование в Косихинском районе Алтайского края России. Административный центр — село Полковниково.

## Население
| 1997 | 1998 | 1999 | 2000 | 2001 | 2002 |
| ---- | ---- | ---- | ---- | ---- | ---- |
| 900  | ↗929 | ↗931 | ↘905 | ↗934 | ↘844 |
| 2003 | 2004 | 2005 | 2006 | 2007 | 2008 |
| →844 | ↘803 | ↘768 | ↗779 | ↘777 | ↘768 |
| 2009 | 2010 | 2011 | 2012 | 2013 | 2014 |
| ↘756 | ↗912 | ↘907 | ↘886 | ↘865 | ↘819 |
| 2015 | 2016 | 2017 | 2018 | 2019 | 2020 |
| ↘816 | ↘801 | ↘795 | ↘759 | ↘738 | ↘726 |
| 2021 |      |      |      |      |      |
| ↘714 |      |      |      |      |      |

По результатам Всероссийской переписи населения 2010 года, численность населения муниципального образования составила 912 человек, в том числе 429 мужчин и 483 женщины.

## Состав сельского поселения
В состав сельского поселения входят 3 населённых пункта:
| № | Населённый пункт | Тип населённого пункта       | Население |
| - | ---------------- | ---------------------------- | --------- |
| 1 | Верх-Бобровка    | село                         | ↘165      |
| 2 | Индейка          | село                         | →10       |
| 3 | Полковниково     | село, административный центр | ↘690      |

## История
В 2010 году Полковниковский сельсовет и  Верх-Бобровский сельсовет объединили в одну АТЕ  Полковниковский сельсовет .